# Nel van Dijk
Petronella Bernardina Maria (Nel) van Dijk (ur. 22 października 1952 w Tilburgu) – holenderska polityk, deputowana do Parlamentu Europejskiego II, III i IV kadencji.

## Życiorys
Ukończyła w 1972 szkołę średnią typu HBS. Pracowała w przemyśle stalowym. Została aktywistką Komunistycznej Partii Holandii, zasiadała w jej egzekutywie. Wraz z komunistami dołączyła później do Zielonej Lewicy (GroenLinks). Od 1982 do 1984 była radną prowincji Brabancja Północna. W latach 1986–1998 sprawowała mandat eurodeputowanej w trzech kadencjach. Należała do frakcji komunistycznej, była m.in. przewodniczącą Komisji ds. Transportu i Turystyki oraz Komisji ds. Praw Kobiet.
Odeszła z PE rok przed końcem IV kadencji, obejmując stanowisko dyrektora krajowego biura zajmującego się przeciwdziałaniem dyskryminacji ze względu na wiek (LBL), którym zarządzała do 2003. Później była dyrektorem zarządzającym instytucji pozarządowych, w 2013 a w latach 2011–2013 wicedyrektorem centrum informacyjnego ProDemos.
Odznaczona Kawalerią Orderu Oranje-Nassau (1998).